# Romsthal
Romsthal ist ein Stadtteil von Bad Soden-Salmünster im hessischen Main-Kinzig-Kreis. Weitere Ortsteile sind Ahl, Alsberg, Bad Soden (Kinzigtal), Hausen, Eckardroth, Katholisch-Willenroth, Kerbersdorf, Mernes, Salmünster und Wahlert.

## Geografie

### Geographische Lage
Romsthal liegt zwischen den südlichen Ausläufern des Vogelsbergs im Huttengrund, einem rechten nördlichen Seitental des Kinzigtals, am linken Ufer der Salz. Sie trennt den Ort von Eckardroth und Wahlert am anderen Ufer, weitere Nachbarorte sind Kerbersdorf im Norden, Marborn – ein Ortsteil der Gemeinde Steinau an der Straße im Osten – sowie Bad Soden im Süden.

### Nachbarorte
Nachbarorte im Uhrzeigersinn sind: der Ortsteil Kerbersdorf, Marborn – ein Ortsteil der Gemeinde Steinau an der Straße, die zwei Ortsteile Ahl und Bad Soden, Udenhain – ein Ortsteil von Brachttal und der Ortsteil Katholisch-Willenroth.
| Katholisch-Willenroth | Eckardroth                                  | Kerbersdorf |
| Udenhain              | Kompassrose, die auf Nachbargemeinden zeigt | Marborn     |
|                       | Bad Soden                                   | Ahl         |

## Geschichte

### Vorgeschichte
Bevölkert war der Hutten`sche Grund mit Sicherheit schon seit dem Neolithikum, was die bemerkenswerten Funde von Werkzeugen aus dem hier vorkommenden Quarzit beweisen.

### Mittelalter und Neuzeit
Die älteste erhalten gebliebene Erwähnung als Ramsthal weist in das Jahr 1365. Es ist eine Urkunde des Hanauer Grafen Ulrich IV. Als Herrschaft werden 1365/1366 die Edelknechte von Romsthal genannt. Später, 1447 Heinrich von Bibergau und schließlich ab 1470 die Herren von Hutten.

#### Schloss Romsthal
Das heutige Schloss wurde von den Hutten 1742 bis 1749 erbaut. Im Jahre 1783 stürzte die Burg ein, und es wurde ein Schlößchen erbaut. Das Gebäude diente seit dem 14. Jahrhundert der Linie Hutten Stolzenberg als Verwaltungssitz. Bis heute ist es in Privatbesitz.

### Jüdisches Leben in Romsthal
Erst zu Beginn der Neuzeit finden sich einzelne schriftliche Hinweise auf jüdisches Leben in Romsthal. So wird etwa im Huttische Salbuch von 1594 vermerkt, „… dass im Dieners-Gut zu Romsthal seit vielen Jahren ein Jud namens Seligmann wohne“. Zu einem anderen Zeitpunkt, „1757, hielt sich der Jud Jacob für vier Monate unter dem Schutz der Romsthaler Adligen von Hutten auf und begab sich danach unter den Schutz der von Hutten in Salmünster“.
Die Ansiedlung von Juden im eigenen Herrschaftsbereich stellte für die Obrigkeit, wegen des von Juden zu entrichtende Schutzgeldes, eine interessante Einnahmequelle dar. „Das verleitete sie, immer mehr Juden aufzunehmen, die dann als Händler versuchten, ihr kärgliches Dasein zu fristen. In den Romsthaler Rechnungen der Jahre 1757, 58 und 65 werden zwei Schutzjuden genannt: Es waren „der Schuz-Jud Seeligmann zu Romsthal“, der vier Gulden Schutzgeld zu zahlen hatte und „Jud Süßkind, der in Martin Lauers Haus in Eckardroth wohnte““. Während die Eckardröther Juden als vermögend galten, schwankte der Besitzstand bei den Romsthalern sehr stark. Berufsmäßig waren sie überwiegend im sog. „Nothandel“ tätig, zu dem „Viehmaklerei, geringer Viehhandel, Trödelmarkt, Altwaren- und Hausierhandel mit gedörrtem Obst“ u. Ä. zählten.
Ihre Toten bestatteten die Juden aus Romsthal, ebenso wie aus anderen umliegenden Gemeinden, im benachbarten Eckardroth. Sie gehörten auch zur Synagogengemeinde Eckardroth.
Zunächst die Industrialisierung und später die Unterdrückung durch die Nazidiktatur führten zum Wegzug der Juden aus dem ländlichen Raum in Ballungszentren. Ein Großteil von ihnen kam später in den Konzentrationslagern ums Leben.

### Gebietsreform
Vor der Gebietsreform in Hessen wurde die Gemeinde Romsthal am 1. Dezember 1970 in die damalige Stadt Salmünster im Landkreis Schlüchtern eingegliedert. Am 1. Juli 1974 wurde Bad Soden mit der Stadt Salmünster kraft Landesgesetz zur neuen Stadt Bad Soden-Salmünster zusammengeschlossen und wechselte in den neu gebildeten Main-Kinzig-Kreis.
Für Romsthal wurde ein Ortsbezirk mit Ortsbeirat und Ortsvorsteher eingerichtet.

## Politik

### Ortsbeirat
Für den Huttengrund, bestehend aus den Stadtteilen Romsthal, Eckardroth und Wahlert, der Gemeinde Bad Soden-Salmünster, wurde 2021 ein erster gemeinsamer Ortsbezirk, mit Ortsbeirat und Ortsvorsteher eingerichtet. Im Ortsbeirat sind die CDU (4 Sitze) und die GWL (3 Sitze) vertreten. Ortsvorsteher ist Heinrich Hausmann (CDU).

### Einwohnerentwicklung
Quelle: Historisches Ortslexikon
| • 1725: | 40 Haushaltungen               |
| • 1812: | 77 Feuerstellen mit 542 Seelen |

| Romsthal: Einwohnerzahlen von 1812 bis 1970 | Romsthal: Einwohnerzahlen von 1812 bis 1970 | Romsthal: Einwohnerzahlen von 1812 bis 1970 | Romsthal: Einwohnerzahlen von 1812 bis 1970 | Romsthal: Einwohnerzahlen von 1812 bis 1970 |
| --- | ------------------------------------------- | ------------------------------------------- | ------------------------------------------- | ------------------------------------------- |
| Jahr |                                             |                                             |                                             | Einwohner                                   |
| 1812 | 1812                                        |                                             | 542                                         | 542                                         |
| 1834 | 1834                                        |                                             | 720                                         | 720                                         |
| 1840 | 1840                                        |                                             | 714                                         | 714                                         |
| 1846 | 1846                                        |                                             | 660                                         | 660                                         |
| 1852 | 1852                                        |                                             | 662                                         | 662                                         |
| 1858 | 1858                                        |                                             | 600                                         | 600                                         |
| 1864 | 1864                                        |                                             | 659                                         | 659                                         |
| 1871 | 1871                                        |                                             | 558                                         | 558                                         |
| 1875 | 1875                                        |                                             | 568                                         | 568                                         |
| 1885 | 1885                                        |                                             | 523                                         | 523                                         |
| 1895 | 1895                                        |                                             | 471                                         | 471                                         |
| 1905 | 1905                                        |                                             | 457                                         | 457                                         |
| 1910 | 1910                                        |                                             | 458                                         | 458                                         |
| 1925 | 1925                                        |                                             | 449                                         | 449                                         |
| 1939 | 1939                                        |                                             | 445                                         | 445                                         |
| 1946 | 1946                                        |                                             | 740                                         | 740                                         |
| 1950 | 1950                                        |                                             | 696                                         | 696                                         |
| 1956 | 1956                                        |                                             | 648                                         | 648                                         |
| 1961 | 1961                                        |                                             | 638                                         | 638                                         |
| 1967 | 1967                                        |                                             | 643                                         | 643                                         |
| 1970 | 1970                                        |                                             | 669                                         | 669                                         |
| Datenquelle: Historisches Gemeindeverzeichnis für Hessen: Die Bevölkerung der Gemeinden 1834 bis 1967. Wiesbaden: Hessisches Statistisches Landesamt, 1968. Weitere Quellen: |                                             |                                             |                                             |                                             |

### Religionszugehörigkeit
Quelle: Historisches Ortslexikon
| • 1885: | 23 evangelische (= 4,40 %), 434 katholische (= 82,98 %), 66 jüdische (= 12,62 %) Einwohner |
| • 1961: | 36 evangelische (= 5,64 %), 599 katholische (= 93,89 %) Einwohner                          |

## Wirtschaft und Infrastruktur

### Verkehrsanbindung

#### Straße
In Romsthal kreuzen sich die Landesstraßen 3178 (Richtung Bad Soden bzw. Kerbersdorf) und 3196 (Richtung Eckardroth bzw. Marborn).
Die nahegelegene A66 verschaffte dem Ort eine zentrale Lage zwischen den Auf- und Abfahrten in Steinau a. d. Str. (Richtung Fulda/Frankfurt a. M.) (AS 47)  und Bad Soden-Salmünster (Richtung Frankfurt a. M./Fulda) (AS 46).

#### Bahn
Der nächste Bahnhof ist Bahnhof Bad Soden-Salmünster. Er hat eine stündliche Bahnverbindung durch den Regionalexpress RE 50, Fulda (Abfahrt X:15) ↔ Frankfurt (Abfahrt X:41).
Der nächste behindertengerechte Bahnhof liegt in Wächtersbach.

### Nahverkehr
Ganzjährig verkehren in Romsthal mehrere Buslinien des KVG. Sie schaffen z. B. mit der Linie MKK-95 und Weiteren einen öffentlichen Verkehrsanschluss zu allen Ortsteilen der Gemeinde Bad Soden-Salmünster aber auch zu den Nachbargemeinden Steinau an der Straße, Altengronau und Jossa. Es gilt der Tarif des Rhein-Main-Verkehrsverbundes.

### Freiwillige Feuerwehr Huttengrund
Der Aufbau der Freiwilligen Feuerwehr Huttengrund erfolgte in mehreren Etappen. Schon lange vor der Gemeindereform schlossen sich am 18. Juli 1950 die drei im Huttengrund liegenden Gemeinden zum Löschverband Romsthal-Wahlert-Eckardroth zusammen. Am 30. Juli 1964 kam es zur Gründung der Freiwilligen Feuerwehr und der Jugendfeuerwehr. 1989 begann der Neubau eines Feuerwehrhauses zwischen Wahlert und Eckardroth.
Die Personalstärke der Einsatzabteilung beträgt 54 Personen, die der Jugendfeuerwehr 19 Personen.
Die Einsatz- und Gefahrenschwerpunkte sind:
- GABC (Gefahren atomarer, biologischer oder chemischer Art),
- Absturzsicherung,
- Kurkliniken,
- Hochwasserschutz (Sandsackfüllmaschine, Schmutzpumpen)[11]

Die Feuerwehr nimmt regelmäßig an Wettbewerben teil, darunter die Feuerwehr-Olympiade des Weltfeuerwehrverbandes CTIF in Villach/Österreich 2017. Die Jugendfeuerwehr Huttengrund wurde 2016 erneut Stadtmeister von Bad Soden-Salmünster, Salmünster wurde Vize-Stadtmeister.

### Huttengrundhalle und Kindertagesstätte
Die Huttengrundhalle, eine 1995 fertiggestellte Mehrzweckhalle, verfügt neben der Sport- und Veranstaltungshalle über eine Kegelbahn und eine Gaststätte. 2011 wurde die hinter der Halle neu erbaute Kindertagesstätte integriert. Der ehemalige Kindergarten in der Kindergartenstraße wurde 2016 saniert und zu einer Flüchtlingsunterkunft umgebaut, ist jedoch ungenutzt.

## Kultur und Sehenswürdigkeiten

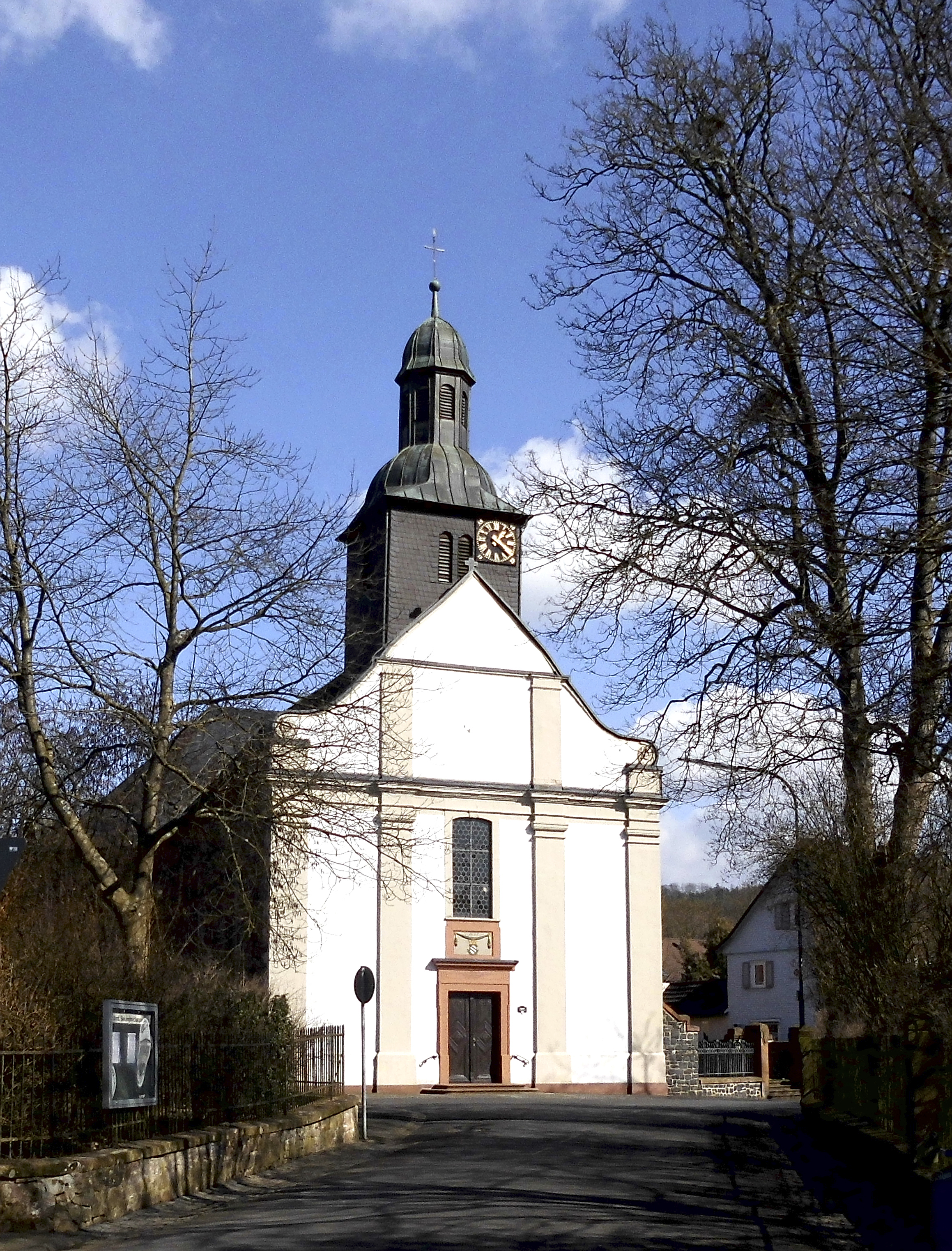
katholische Kirche St. Franziskus

### Bildung

#### Kindertagesstätte
In Romsthal gibt es den Kindergarten Spatzennest, mit angeschlossener Kinderkrippe. Die Kita in städtischer Trägerschaft bietet Platz für 100 Kindergarten- und 24 Krippen-Kinder. Sie ist ganzjährig, d. h. auch in den Sommerferien geöffnet.

#### Schulen
In Romsthal gibt es eine Grundschule, die von den Schülern des Huttengrunds besucht wird und die Jahrgangsstufe eins bis vier mit jeweils einer Klasse unterrichtet. In Salmünster befindet sich mit der Henry-Harnischfeger-Schule sowohl eine Grundschule als auch eine integrierte Gesamtschule, die für das gesamte Umland zuständig ist. Eine weitere Grundschule befindet sich in Bad Soden.
Weiterführende Schulen in der Nachbarschaft sind die Friedrich-August-Genth-Schule, eine (Kooperative Gesamtschule) in Wächtersbach und das Grimmelshausen-Gymnasium in Gelnhausen.

### Bauten und Einrichtungen
- Im Dorfkern steht die im Jahr 1805 bis 1809 erbaute katholische Kirche St. Franziskus. Eine Erweiterung durch ein Querschiff erfolgte 1905.
- Das im Jahr 1749 erbaute Huttenschlößchen, bekannt als das Herrenhaus.
- Backhaus, unweit der Pfarrkirche, am Mühlbach gelegen. Hier finden auch häufig Veranstaltungen der Backhausgemeinschaft statt[15].

### Vereine
Eine Reihe von Vereinen belebt die Dorfgemeinschaft in Romsthal und im Huttengrund. Unter ihnen sind:
- Reitsportgemeinschaft Huttengrund e.V.,
- Ski- und Wanderclub Huttengrund 1986 e.V.,

sowie weitere, die Stadt Bad Soden-Salmünster insgesamt erfassende Vereine.

## Sport und Freizeit

### Wandern
- Graf-von-Roedern-Weg

In Romsthal startet der Graf-von-Roedern-Weg. Es ist ein mittelschwerer Rundwanderweg, mit etwa 21 km Länge und gut 700 zu bewältigender Höhenmeter. Er erschließt die Landschaft „rund um Bad Soden-Salmünster und en sog. Huttengrund“ und bietet viele Ausblicke in Vogelsberg und Spessart. Der Weg ist nach Conrad Graf von Roedern benannt, einem großen Förderer des Wander- und Skisports im Huttengrund.
- Wanderwege Nr. 8

Der Weg ist 4 km lang und bewegt sich vorwiegend im Tal.
- Wanderwege Nr. 9

Der 4 km lange Weg führt über die Höhen um Romsthal herum.